# Ferrocarril en Corea del Norte

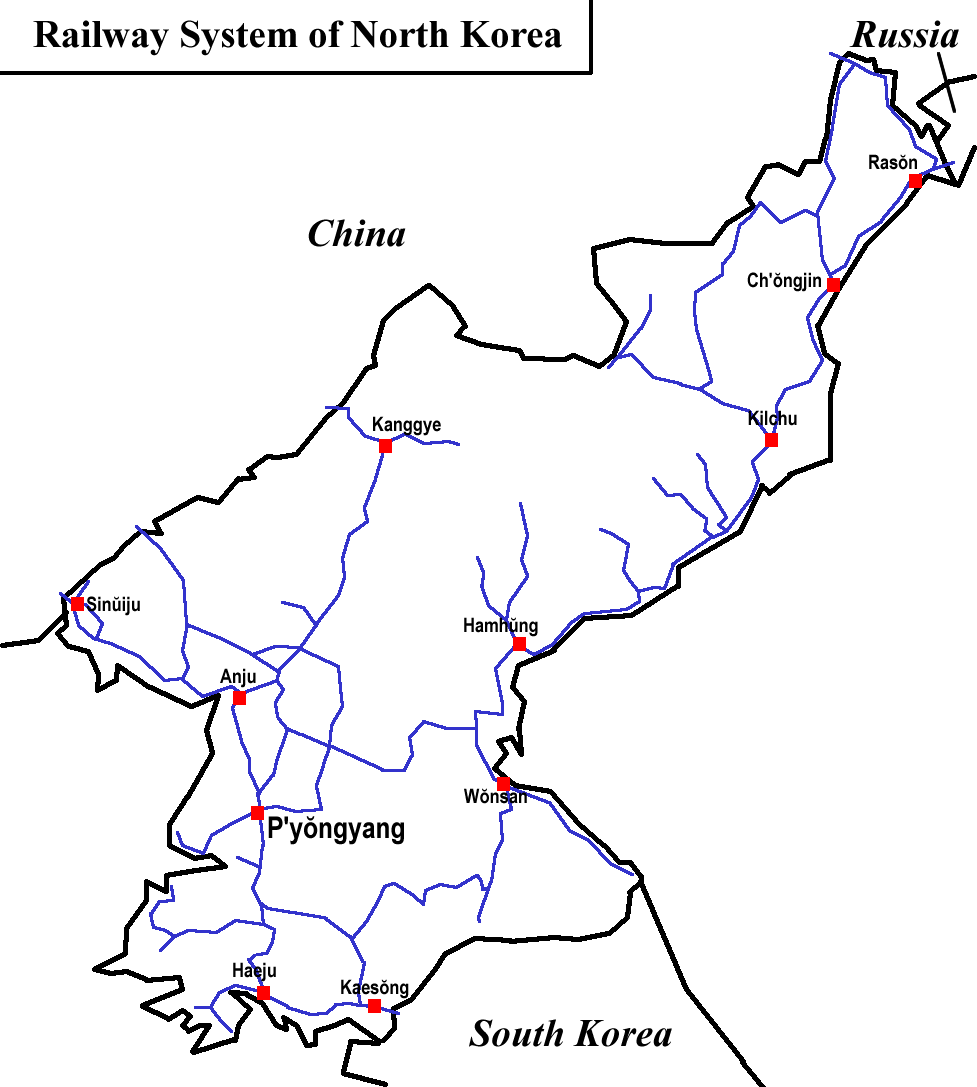
Mapa de las líneas ferroviarias del país.

El ferrocarril en Corea del Norte está proporcionado por la empresa "Ferrocarriles Estatales de Corea" (조선 민주주의 인민 공화국 철도성, Chosŏn Minjujuŭi Inmin Konghwaguk Ch'ŏldosŏng), y es el único operador de trenes en Corea del Norte. Tiene una red de unos 6000 km de raíles y sus vías utilizan mayoritariamente el ancho internacional (1435 mm). Aun así, hay unos 400 km de ancho estrecho (762 mm) en varias ubicaciones alrededor del país.

## Rutas
En muchos casos, el nombre de la línea es una combinación de la primera a la última estación.  Esto es una analogía de la Bakerloo Line (de Baker Street a Waterloo) en Inglaterra.  Aun así, debido a la división de Corea, muchas líneas terminan ahora antes de sus destinos originales. A continuación se enumeran las principales líneas troncales de ancho estándar
- Línea Hambuk: Ch'ŏngjin Ch'ŏngnyŏn - Rajin, 331.1 km, 1,435 1435 mm (4' 81/2")
- Línea Kangwŏn: Kowŏn - P'yŏnggang, 145.8 km, 1,435 1435 mm (4' 81/2")
- Línea Manp'o: Sunch'ŏn - Manp'o, 299.9 km, 1,435 1435 mm (4' 81/2")
- Línea Paektusan Ch'ŏngnyŏn: Kilchu Ch'ŏngnyŏn - Hyesan Ch'ŏngnyŏn, 141.7 km, 1,435 1435 mm (4' 81/2")
- Línea P'yŏngbu: P'yŏngyang - Kaesŏng (también va a Dorasan, Corea del Sur), 187.3 km, 1,435 1435 mm (4' 81/2")
- Línea P'yŏngdŏk: P'yŏngyang - Kusang Ch'ŏngnyŏn, 192.3 km, 1,435 1435 mm (4' 81/2")
- Línea P'yŏngnam: P'yŏngyang - Namp'o, 55.2 km, 1,435 1435 mm (4' 81/2")
- Línea P'yŏngra: P'yŏngyang - Rajin (también va a Khasan, Rusia), 819.0 km, 1,435 1435 mm (4' 81/2")
- Línea P'yŏngŭi: P'yŏngyang - Pecadoŭiju (también va a Dandong, China), 225.1 km, 1,435 1435 mm (4' 81/2")

## Transporte subterráneo
El metro de Pionyang opera el único transporte subterráneo conocido en Corea del Norte, ofreciendo una red extensa de servicios subterráneos dentro de Pionyang. Los servicios de Metro también son complementados con tranvías en la superficie que van por la ciudad y otras ciudades.

## Servicios internacionales

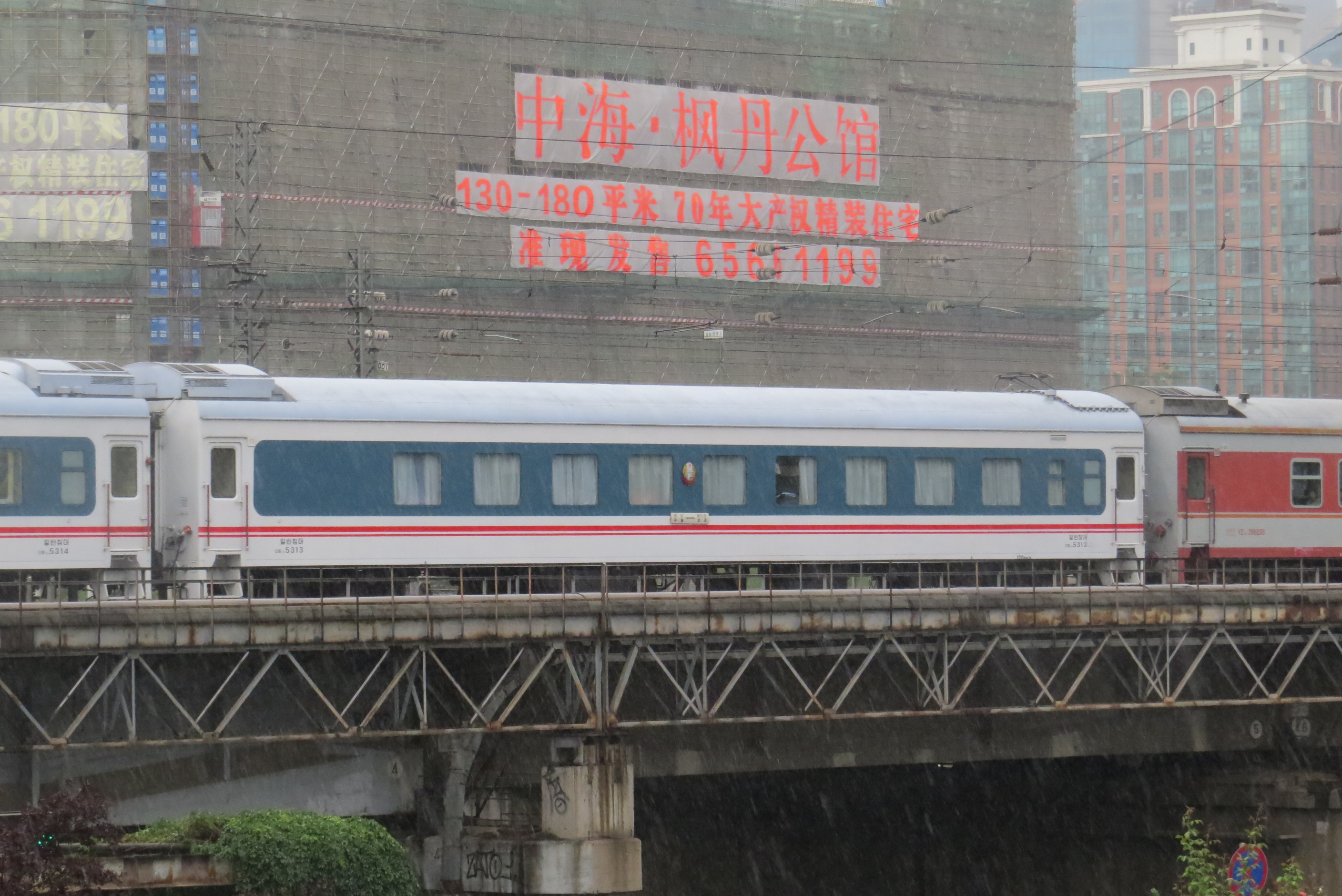
Vagón Norcoreano (etiquetado con 다침30) del tren K27/28 Beijing-Pyongyang; Basado en los vagones de China Railways 25G, estos vagones fueron construidos en China.

### China
La principal vía de entrada a Corea del Norte es el puente de la Amistad Sinocoreana de Dandong, de China a Sinuiju. Los trenes de pasajeros se toman en Dandong por el China Railway. 
Chungjin también tiene conexiones al sistema chino.

### Rusia
Rajin tiene un enlace al sistema ruso sobre un puente a través del río Tumen en la frontera entre Corea del Norte y Rusia. Aquí hay un servicio de transbordo de Pionyang a Moscú, con un tren norcoreano tomado a través de la frontera (hay que cambiar a un tren adaptado al ancho ruso, de 1524 mm), y finalmente unido a un tren Vladivostok-Moscú.
Desde 2013 la línea del río Tumen a Rajin ha sido reconstruida con vías de ancho mixto, de modo que los trenes de ancho internacional y los de ancho ruso puede acceder el puerto de Rajin.

### Corea del Sur
En 2000, un servicio de mercancías fue inaugurado entre Corea del Sur y el parque industrial de Kaesong; aun así, el uso ha sido muy abajo y muchos trenes no llevan ninguna carga.

## Trenes presidenciales
El dirigente anterior de la nación Kim Jong-il tenía un miedo crónico a volar, y era sabido que utilizaba la red de ferrocarriles del país extensamente, viajando a sus palacios y a designaciones fuera de la ciudad en uno de sus trenes presidenciales, como hizo su padre Kim Il-sung. Los dos Kims también tomaron sus trenes en viajes al extranjero.

## Planes futuros
Está planeado un transporte coreano que ocupe Corea del Norte y Corea del Sur, uniendo los raíles de mercancías de Corea del Sur a los ferrocarriles rusos.

## Galería

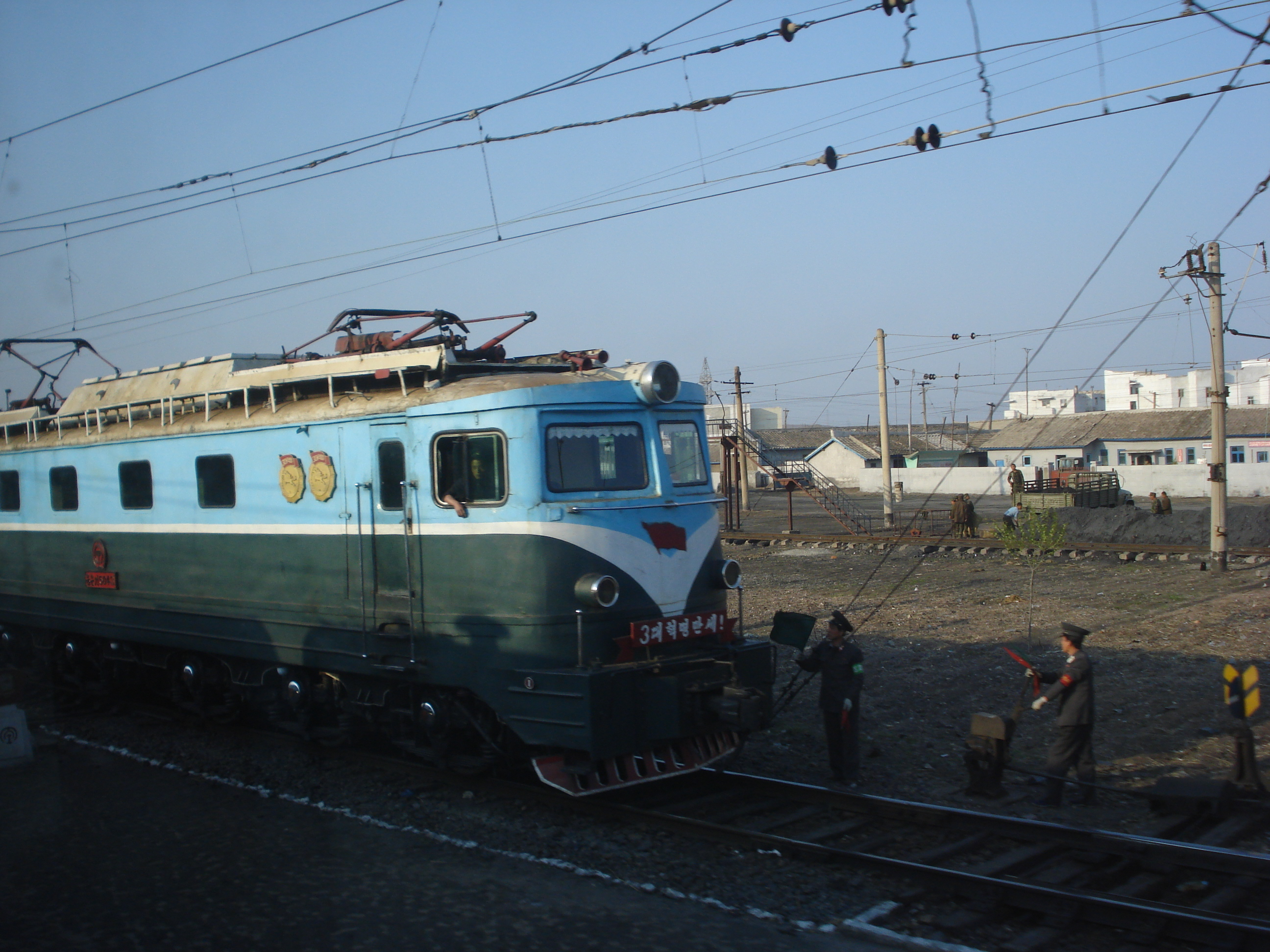
Locomotora en Corea del Norte
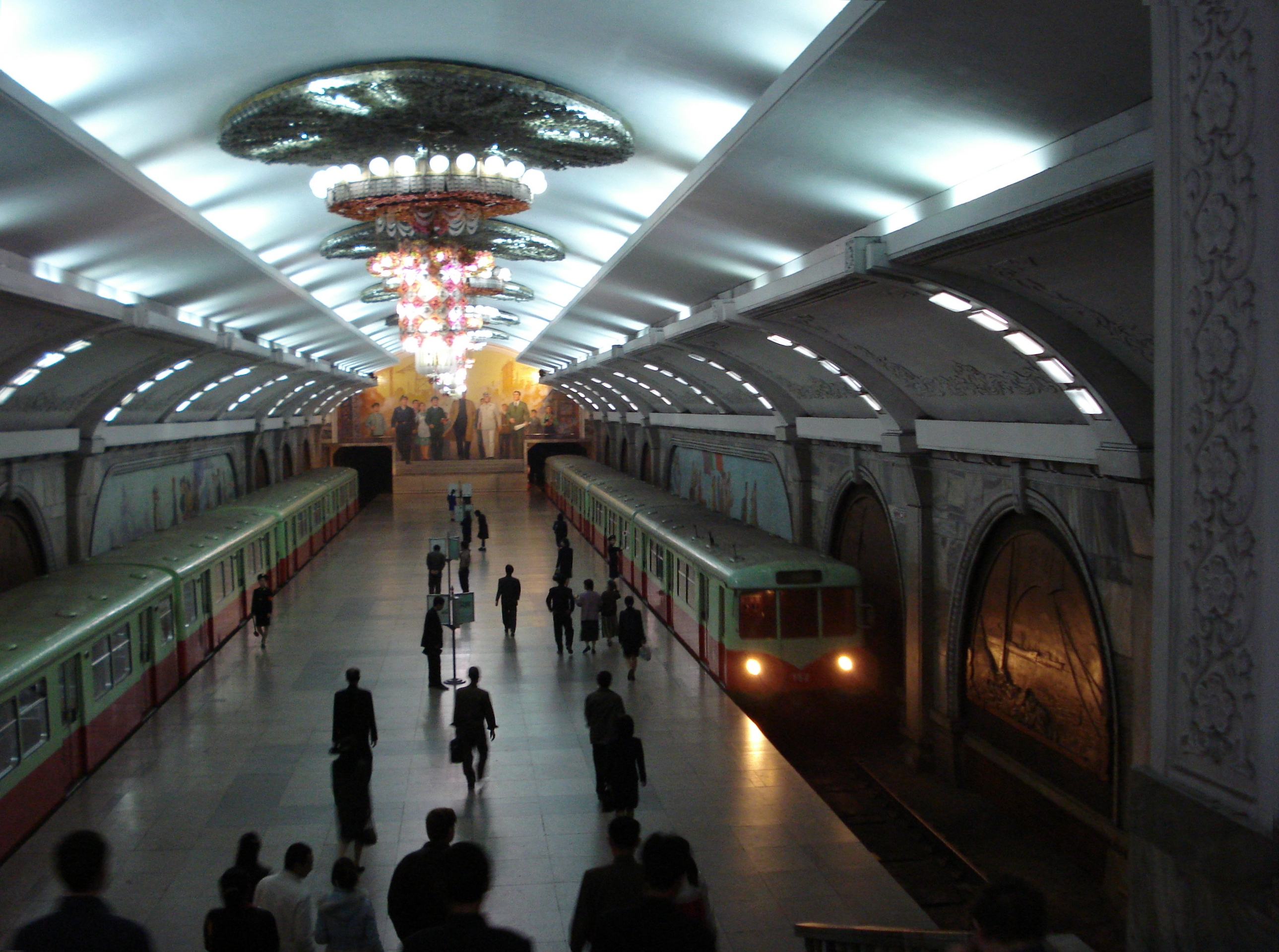
Metro de Pionyang (Corea del Norte)
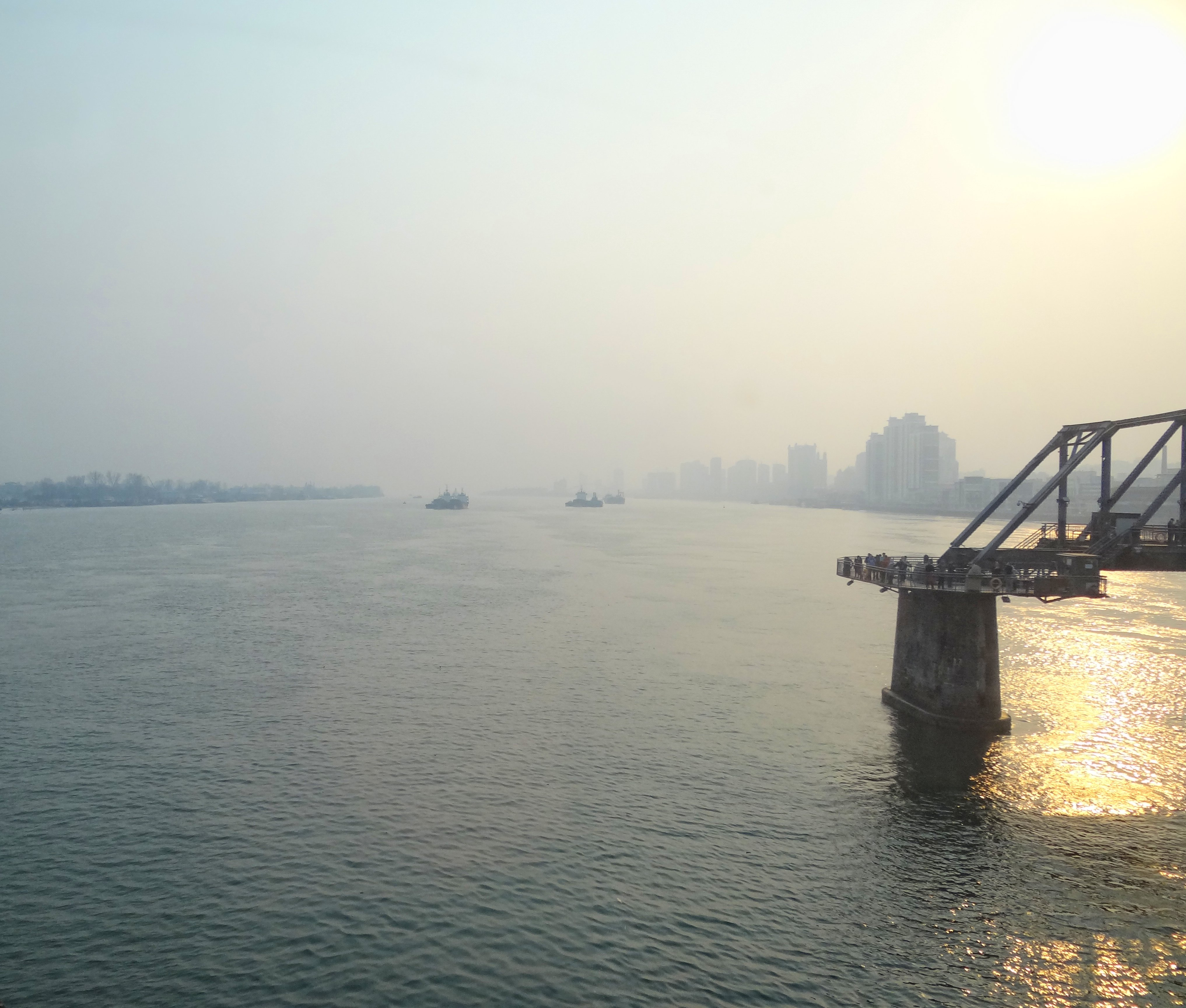
Cruzando a Corea del Norte en el Puente de la Amistad Sinocoreana
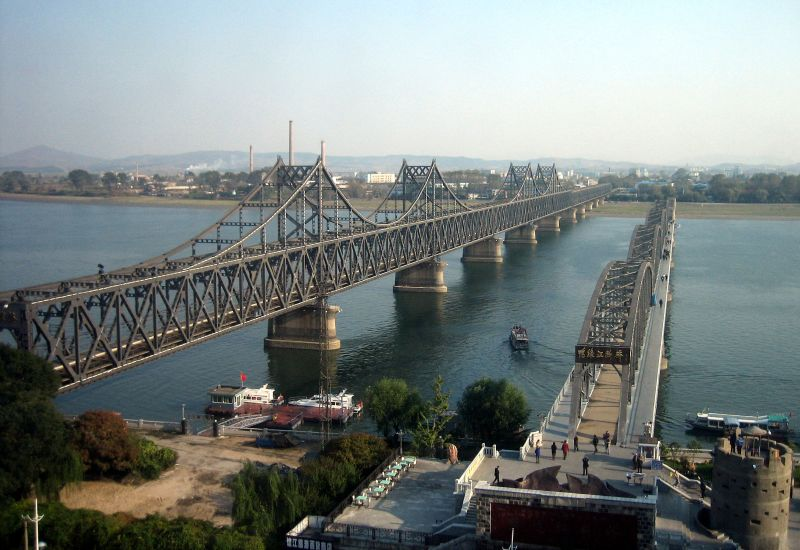
Puente de la Amistad Sinocoreana
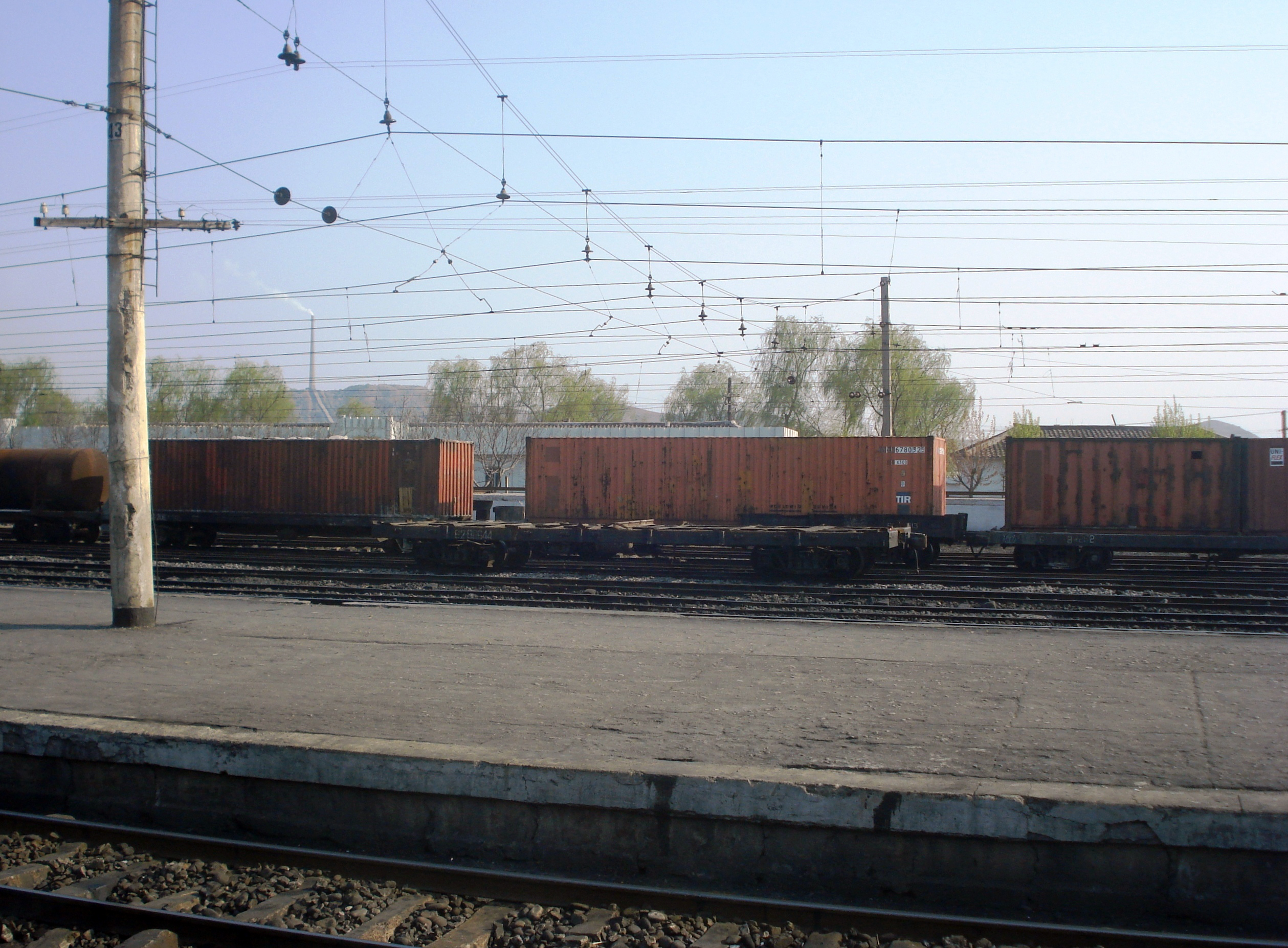
Electrificación del Ferrocarril
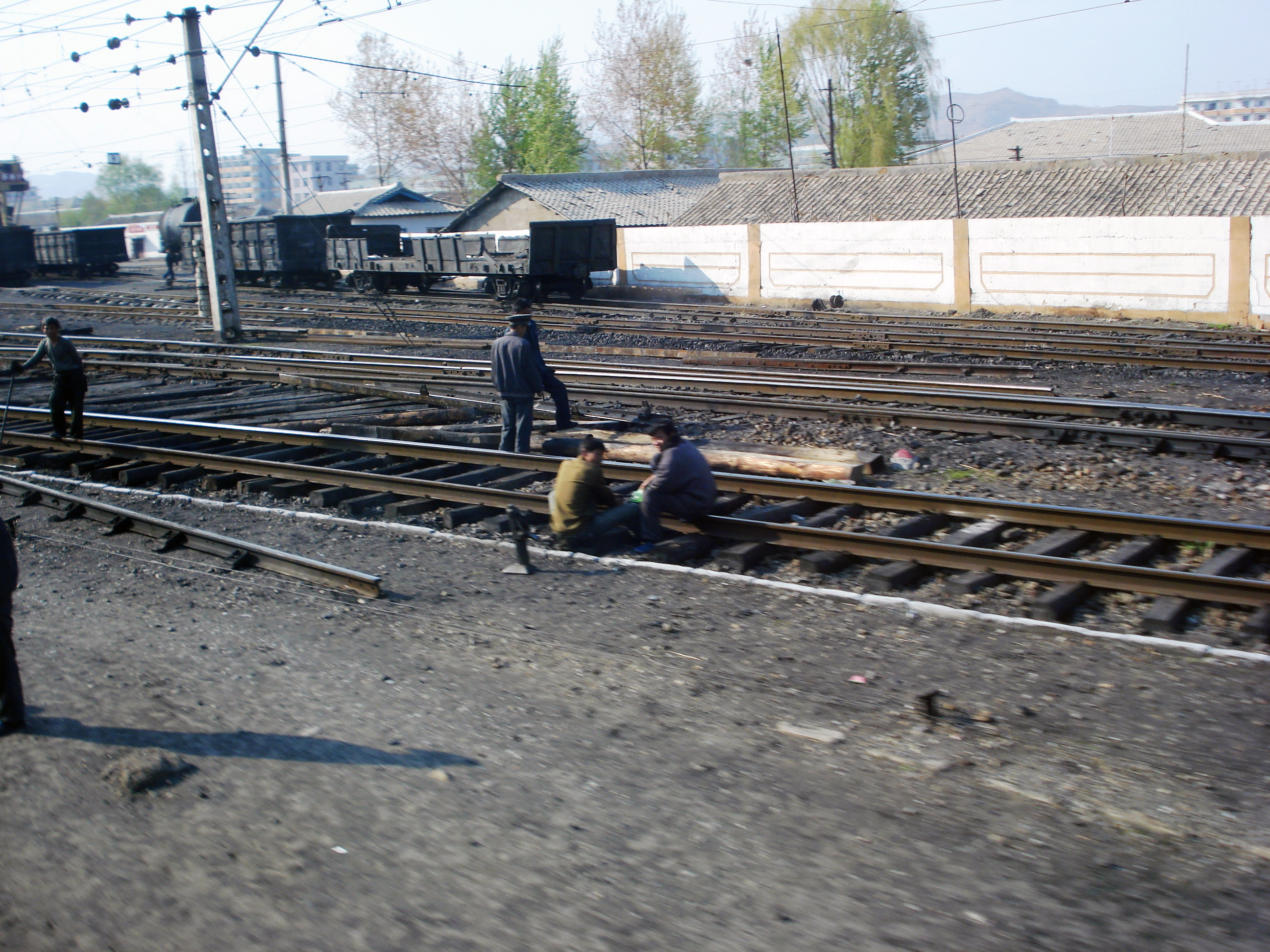
Trabajos de mantenimiento
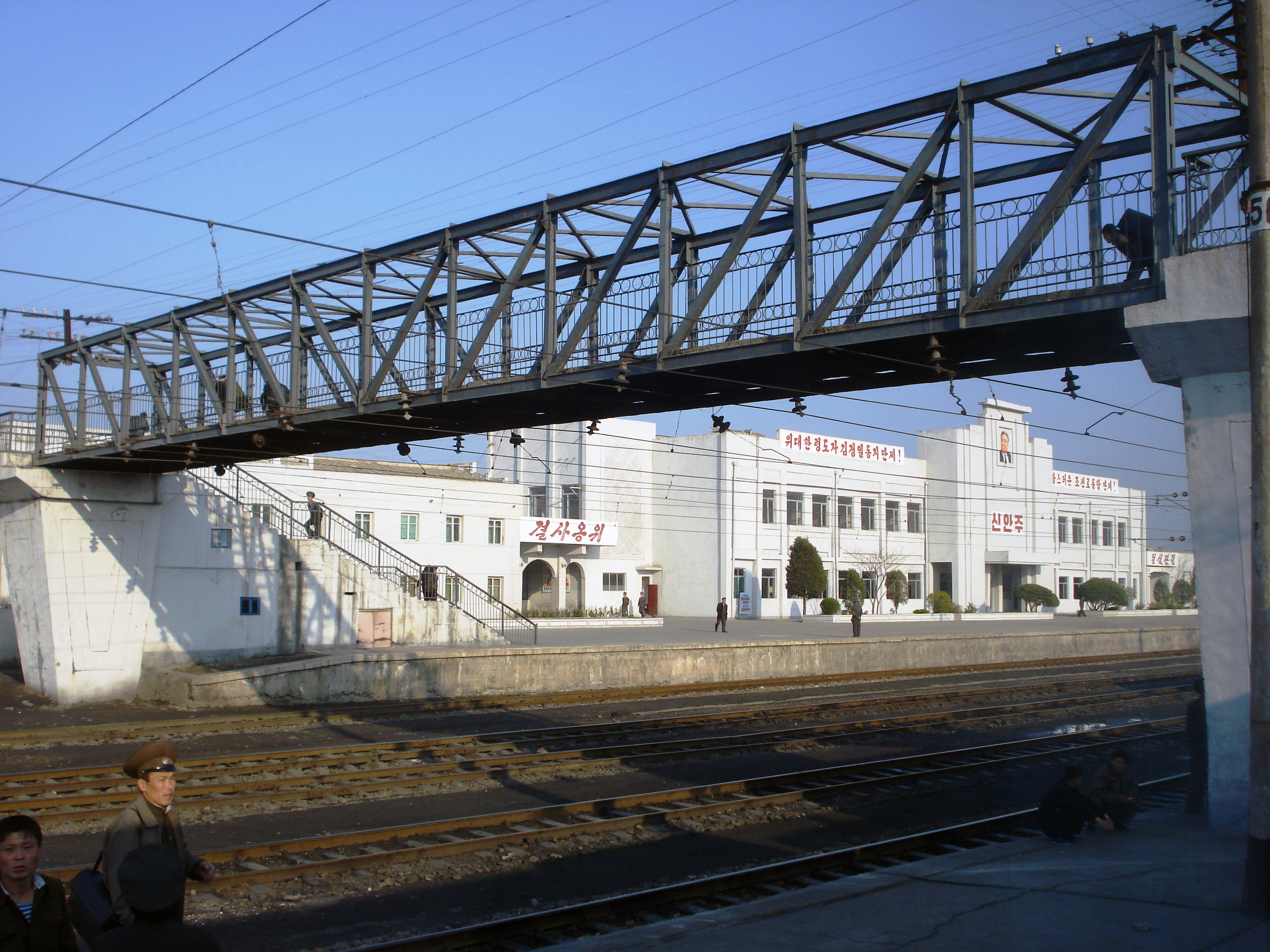
Edificio de la estación de Sinanju
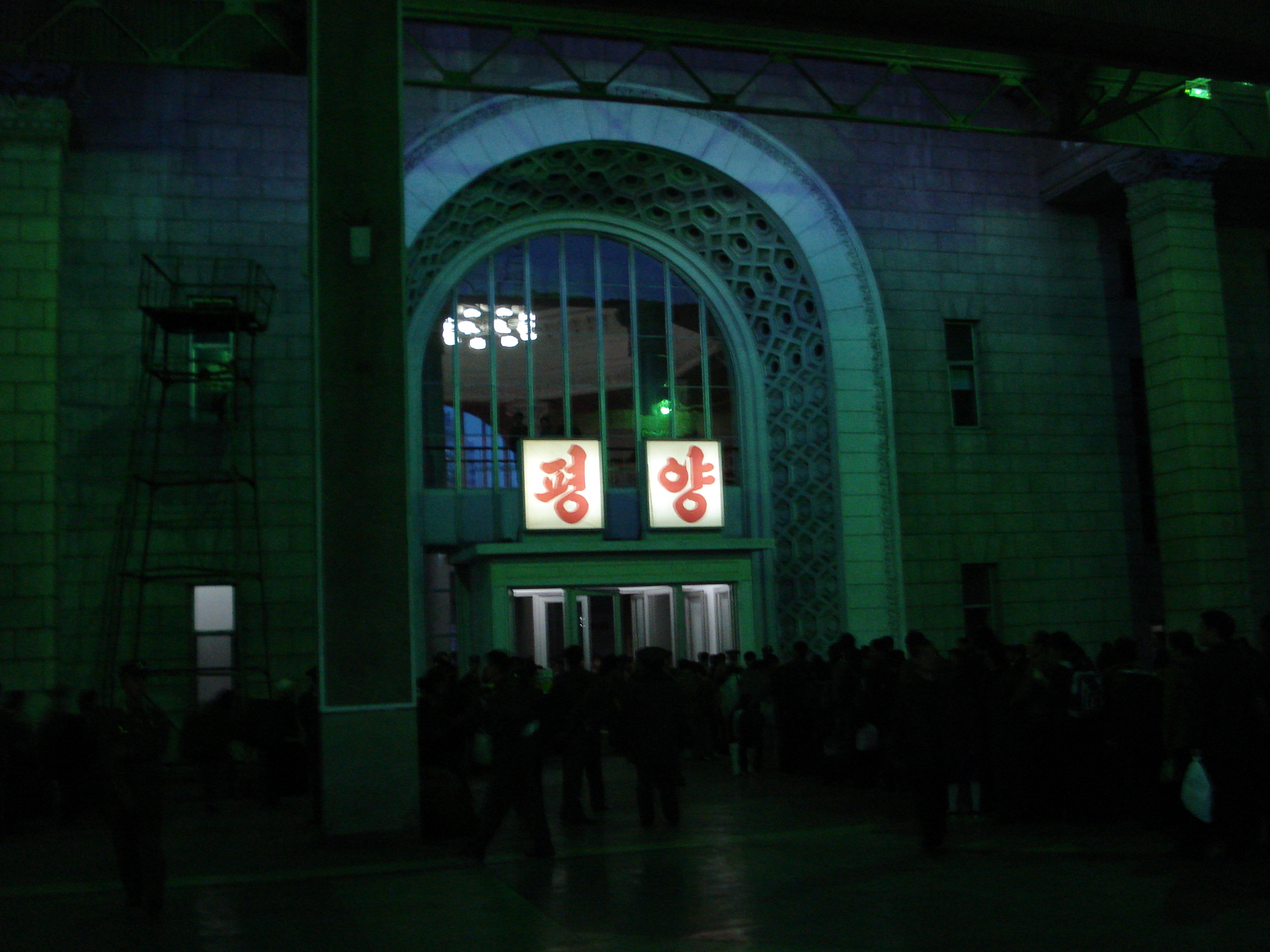
Estación de Pionyang por la noche

## Historia
Muchas de las conexiones ferroviarias de Corea fueron construidas durante el periodo de la ocupación japonesa de Corea, el cual acabó en 1945. Había 1735 millas de ferrocarril en 1925. Muchas secciones se volvieron inservibles o fueron destruidas durante la guerra de Corea.